# Паїн-Ванд
Паїн-Ванд (перс. پائين وند) — село в Ірані, у дегестані Салеган, у Центральному бахші, шагрестані Хомейн остану Марказі. За даними перепису 2006 року, його населення становило 748 осіб, що проживали у складі 197 сімей.